# 弯嘴裸眉鸫
弯嘴裸眉鸫（学名：Neodrepanis coruscans），是裸眉鸫科弯嘴裸眉鸫属的一种，为马达加斯加的特有种。全球活动范围约为122,000平方千米。该物种的保护状况被评为无危。
弯嘴裸眉鸫的平均体重约为6.4克。栖息地包括亚热带或热带的湿润低地林和亚热带或热带的湿润山地林。